# Stazione di Premosello-Chiovenda
Stazione di Premosello-Chiovenda vasútállomás Olaszországban, Premosello-Chiovenda településen.

## Vasútvonalak
Az állomást az alábbi vasútvonalak érintik:
- Domodossola–Milánó-vasútvonal
- Domodossola-Novara-vasútvonal

## Kapcsolódó állomások
A vasútállomáshoz az alábbi állomások vannak a legközelebb:
- Stazione di Vogogna Ossola
- Stazione di Cuzzago